# Rudolf Kunz
Rudolf "Rudi" Kunz (Sillien, 17 de mayo de 1939 - 30 de septiembre de 2007) fue un piloto alemán de motociclismo, que participó en el Campeonato del Mundo de Motociclismo desde 1962 hasta 1980.
Su carrera estuvo la corrió prácticamente en una sola cilindrada (50cc) y siempre con la misma escudería (Kreidler). En 1965, Kunz estableció el récord de vuelta con una moto de 50cc en Bonneville Speedway cuando alcanzó los 210.634 km/h a bordo de una NSU. Su mejor temporada fue en 1970 cuando acabó tercero en la categoría general de 50cc por detrás de Ángel Nieto y Aalt Toersen.
Su hijo Rainer también participó en el Mundial de motociclismo.

## Resultados en el Campeonato del Mundo
Sistema de puntuación desde 1950 hasta 1968:
| Posición | 1.º | 2.º | 3.º | 4.º | 5.º | 6.º |
| Puntos   | 8   | 6   | 4   | 3   | 2   | 1   |

Sistema de puntuación desde 1969 hasta 1987:
| Posición | 1.º | 2.º | 3.º | 4.º | 5.º | 6.º | 7.º | 8.º | 9.º | 10.º |
| Puntos   | 15  | 12  | 10  | 8   | 6   | 5   | 4   | 3   | 2   | 1    |

### Carreras por año
(Carreras en negrita indica pole position; Carreras en cursiva indica vuelta rápida)
| Año  | Clase | Moto     | 1       | 2       | 3       | 4       | 5       | 6       | 7       | 8       | 9       | 10      | 11      | 12    | 13      | Pts. | Pos. |
| ---- | ----- | -------- | ------- | ------- | ------- | ------- | ------- | ------- | ------- | ------- | ------- | ------- | ------- | ----- | ------- | ---- | ---- |
| 1962 | 50cc  | Kreidler | ESP Ret | FRA -   | IOM -   | NED 12  | BEL 8   | GER Ret |         | RDA -   | NAT -   | FIN -   | ARG -   |       |         | 0    | -    |
| 1963 | 50cc  | Kreidler | ESP -   | GER 7   | FRA -   | IOM -   | NED -   | BEL -   |         |         | FIN -   |         | ARG -   | JAP - |         | 0    | -    |
| 1964 | 50cc  | Kreidler | USA -   | ESP -   | FRA -   | IOM -   | NED -   | BEL 6   | GER Ret |         |         | FIN 5   |         |       |         | 3    | 9.º  |
| 1965 | 50cc  | Kreidler | USA -   | GER 7   | ESP -   | FRA 7   | IOM -   | NED -   | BEL -   |         |         |         |         |       | JPN -   | 0    | -    |
| 1966 | 50cc  | Kreidler | ESP -   | GER Ret |         | NED -   |         |         |         |         |         | IOM -   | NAT -   | JPN - |         | 0    | -    |
| 1966 | 125cc | Bultaco  | ESP Ret | GER -   |         | NED -   |         | RDA -   | CZE -   | FIN -   | ULS -   | IOM -   | NAT -   | JPN - |         | 0    | -    |
| 1968 | 50cc  | Kreidler | GER 2   | ESP Ret | IOM Ret | NED Ret | BEL 8   |         |         |         |         |         |         |       |         | 6    | 5.º  |
| 1969 | 50cc  | Kreidler | ESP -   | GER Ret | FRA 5   |         | NED 5   | BEL Ret | RDA 4   | CZE -   |         | ULS -   | NAT Ret | YUG 5 |         | 26   | 8.º  |
| 1970 | 50cc  | Kreidler | GER 2   | FRA 3   | YUG 6   |         | NED 4   | BEL 7   | RDA 6   | CZE 2   |         | ULS 4   | NAT 2   | ESP 2 |         | 66   | 3.º  |
| 1971 | 50cc  | Kreidler | AUT 3   | GER 2   |         | NED -   | BEL -   | RDA -   | CZE -   | SWE -   |         |         | NAT 5   | ESP 4 |         | 36   | 4.º  |
| 1972 | 50cc  | Kreidler | GER -   |         |         | NAT 3   |         | YUG -   | NED 10  | BEL 5   | RDA -   |         | SWE -   |       | ESP Ret | 17   | 9.º  |
| 1973 | 50cc  | Kreidler |         |         | GER Ret | NAT Ret |         | YUG 15  | NED Ret | BEL 4   |         | SWE 5   |         | ESP - |         | 14   | 9.º  |
| 1974 | 50cc  | Kreidler | FRA 2   | GER -   |         | NAT -   |         | NED 4   | BEL 3   | SWE 7   | FIN 2   | CZE 7   | YUG 5   | ESP 7 |         | 52   | 5.º  |
| 1975 | 50cc  | Kreidler |         | ESP 9   |         | ALE 5   | NAC Ret |         | NED 6   | BEL -   | SUE 7   | FIN 3   |         | YUG 2 |         | 37   | 4.º  |
| 1976 | 50cc  | Kreidler | FRA 2   |         | NAC 3   | YUG 5   |         | NED 6   | BEL 7   | SUE Ret | FIN Ret |         | ALE 9   | ESP - |         | 34   | 5.º  |
| 1977 | 50cc  | Kreidler |         |         | ALE Ret | NAC 13  | ESP 13  |         | YUG Ret | NED DNS | BEL 6   | SUE -   |         |       |         | 5    | 18.º |
| 1978 | 50cc  | Kreidler |         | ESP 14  |         |         | NAC Ret | NED -   | BEL -   |         |         |         | ALE Ret | CHE - | YUG -   | 0    | -    |
| 1979 | 50cc  | Kreidler |         |         | ALE -   | NAC -   | ESP -   | YUG Ret | NED -   | BEL -   |         |         |         |       | FRA -   | 0    | -    |
| 1980 | 50cc  | Kreidler | NAC -   | ESP -   |         | YUG DNQ | NED Ret | BEL Ret |         |         |         | ALE Ret |         |       |         | 0    | -    |